# آنتونیو دی نولی
انتونیو دی نولی (Antonio de Noli) (متولد ۱۴۱۵ یا احتمالاً ۱۴۱۹)،‏ نجیب‌زاده و ناوبر قرن پانزدهم میلادی اهل جنوا بود که به عنوان نخستین حاکم، اولین مستعمره برونمرزی اروپا در آفریقای زیرصحرایی خدمت کرد.☃☃ او برخی از بخش‌های دماغه سبز را به نمایندگی از هنری دریانورد اکتشاف نموده و از سوی شاه آفونسوی پنجم پرتغال به عنوان نخستین حاکم دماغه سبز گماشته شد. در بیشتر کتاب‌های تاریخ و جغرافیا، از جمله رویدادنامه‌ها یا دانشنامه‌های باستانی و همچنین در اطلاعات رسمی به‌دست آمده از حکومت دماغه سبز، از وی به‌نام انتونیو دی نولی یاد شده‌است. در ایتالیا او به‌نام انتونیو دان ولی (به یادداشت ۲۱ در ذیل مراجعه نمایید) یا بعضاً به‌نام انتونیوتو اسودیمیر شناخته می‌شود.

## زندگی‌نامه
بنا بر منابع باستانی آن دوره از تاریخ، انتونیو دی نولی در یک خانواده پاتریسی در جنوآ، ایتالیا متولد شد؛ مثلاً مورخ شاه پرتغال، جوآو دی باروس در همان عصر در ۱۵۵۲ میلادی گفته بود که انتونیو نولی در جنوآ متولد شد و دارای «خون نجیب» بود. تاریخ‌نگاران مدرن، مانند دوموریز (۱۷۶۲)، توماس (۱۸۶۰)،‏ هامیلتون (۱۹۷۵)،‏ دیفی و وینیوس (۱۹۷۷)‏ و اروین و ویلسون (۱۹۹۹) نیز انتونیو نولی را اهل جنوآ معرفی کردند. این ادعا نیز مطرح شده‌است که انتونیو دی نولی در جنوآ نه بلکه در نولی (ساونا)، ایتالیا متولد شده‌است (به یادداشت ۲۱ در ذیل مراجعه نمایید). پس از اینکه او بنابر درگیری‌های سیاسی میان خانواده‌های برجسته فریگوسو و آدورنو تبعید شد، انتونیو دی نولی (کاپیتان نیروی دریایی و متخصص نقشه‌نگاری) با فرماندهی یک سفر اکتشافی کوچک متشکل از سه کشتی و در همراهی با برادر خود بارتولومیو (وکیل در جنوآ) و برادرزاده‌اش رافائیل، در حدود ۱۴۴۷ میلادی به‌سوی پرتغال حرکت کرد. هنگام حضور در پرتغال، دی نولی از سوی هنری دریانورد، به سفرهای اکتشافی برون‌مرزی مشغول گردید. او منطقه ریبیرا گراندی (حالا، سیدادو ولیا) در انتهای جنوبی جزیره سانتیاگو را کشف نموده و بعداً از ۱۴۶۲ تا ۱۴۹۶ میلادی به عنوان حاکم آنجا خدمت کرد.
باور براین است که ریشه‌های باستانی خانواده نولی به «شهر کوچک و قلعه نولی» بر می‌گردد. تا قرن چهاردهم میلادی، دو شاخه اصلی از خانواده نولی در شمال ایتالیا وجود داشت که ریشه مشترک خانوادگی هردوی آنها به دوران قبل از سده‌های میانه در قلمرو باستانی نولی (استان ساونا) برمی‌گشت. یکی از شاخه‌های خانواده نولی در جنوآ، لیگوریا مسکن‌گزین شده بود و شاخه‌دیگر آن در نووارا، پیمونت، جاییکه خانواده نولی («famiglia di signore») در آغاز قرن پانزدهم میلادی در قلعه کاماریانو زیست داشتند. همچنین گفته شده‌است که اعضای خانواده نولی که در جنوآ زندگی می‌کردند از قرن سیزدهم میلادی به بعد در حکومت بودند، به‌طور مثال، به عنوان «Consigliere della Signoria» در ۱۲۶۱ میلادی. در ۱۳۸۲ میلادی، جیاکوما دی نولی که اجداد کاپیتان انتونیو دی نولی بود، به عنوان یکی از دوازده عضو شورای شهر جنوآ («XII-Anziani del Comune») گماشته شده بود، شورای که توسط دوک نیکولاس دی گوارکو رهبری می‌شد. زمانی که نیکولاس دی گوارکو در ۱۳۷۸ میلادی پس از فریگوسو، حکومت شهر جنوآ را در دست گرفت، او «شروع به انتصاب اشرافیانی که در ادارات قبلی نادیده گرفته شده بودند در سمت‌های مهم حکومتی» نموده و از اینرو خانواده فیسچی را نیز در حکومت وارد نمود. ائتلاف دی نولی با فیشجی و شرکت در اداره گوارکو در شهر جنوآ، سال‌ها بعد پیامدی تماشایی برای انتونیو دی نولی و برادر وی بارتولومیو داشت. روابط سیاسی که دی نولی در شهر جنوآ قبل از پذیرفته شدن در حکومت داشت، می‌تواند به‌خوبی دلایل تبعید اجباری آنها در ۱۴۴۷ میلادی به پرتغال و همچنین شرایط بازگشت دوباره بازماندگان وی به ایتالیا چندین دهه بعد، اول به منطقه چزنا و در نهایت دوباره به سرزمین مادری شان جنوآ، را تشریح نماید.

## اکتشافات
اسناد کهن تاریخی، ظاهراً «هسپریدهای پلینی و بطلیموس باستان»، اکتشاف جزایر دماغه سبز را به انتونیو دی نولی نسبت می‌دهند. این اکتشاف با استنادی بر یک نامه پادشاهی (carta regia) مورخ ۱۹ سپتامبر ۱۴۶۲ به وی منتسب می‌گردد. با این حال، این مشخص نیست که کدام یک از جزایر دماغه سبز توسط انتونیو دی نولی کشف شده بود. برخی از جزایر در یک نامه بخشش مورخ ۳ دسامبر ۱۴۶۰ ذکر شده‌است؛ نام بقیه جزایر در نامه فوق‌الذکر از ۱۹ سپتامبر ۱۴۶۲ یادآوری است. ادعا می‌شود که نولی نخستین مجموعه از این جزایر را کشف نموده و مجموعه دومی احتمالاً توسط دیوگو گومیس کشف شده‌است. با این حال، رویدادهای مورد نظر به‌طور درست در اسناد تاریخی آن زمان ثبت نگردیده و جایگزین مناسب می‌تواند این باشد که تمام یا بخشی از مجموعه جزایر دومی احتمالاً توسط دیوگو دیاس، دیوگو آفونسو و آلوایس کاداموستو کشف شده باشند.
نامه رسمی شاهی مورخ ۲۹ اکتبر ۱۴۶۲‏ تصریح می‌نماید که این دیوگو آفونسو، دبیر پادشاه، بود که هفت جزیره دیگر (آخری) نام برده شده در نامه پادشاهی مورخ ۱۹ سپتامبر ۱۴۶۲ را کشف نموده بود. این نامه ۱۹ سپتامبر ۱۴۶۲، تمامی جزایر دماغه سبز را به دام فرناندو اعطاء نموده و هفت جزیره دیگر را نیز به یک فرد مشخص اعطاء می‌نماید، اما نام کاشف آنها ذکر نمی‌شود. در این نامه، از انتونیو دی نولی به عنوان کاشف پنج جزیره نخستین یادآوری گردیده و این نخستین باری است که نام وی به عنوان کاشف ذکر می‌شود. این نامه ۳ دسامبر ۱۴۶۰،‏ یک نامه شاهی برای بخشش زمین به فرزند پادشاه، فردیناند دی سنت پرینس، پس از مرگ برادر وی هنری دریانورد در ۱۴۶۰ میلادی بود.

## نوادگان
فرماندار انتونیو دی نولی یک دختر (دونا برانکا دی آگویار که با نجیب‌زاده پرتغالی به‌نام دام جورج کوریا دی سوسا، fidalgo da casa real، ازدواج کرد) و یک پسر داشت که گفته می‌شود او را در سال‌های نخستین سفر به سرزمین اصلی آفریقا همراهی می‌کرد. پس از اشغال جزایر دماغه سبز توسط کاستیا (یکی از بنیادهای اصلی اسپانیای نو) در جریان جنگ جانشینی کاستیا از ۱۴۷۵–۱۴۷۹، انتونیو دی نولی که اهل ایتالیا بود، با وجود اینکه عناوین او از طرف پادشاهی پرتغال به وی داده شده بود، به عنوان حاکم دماغه ابقا گردید. در نتیجه پیمان آلکاسواش در ۱۴۷۹ میلادی و برقراری مجدد حاکمیت پرتغال در دماغه سبز، فرماندهی این جزایر در عوض به دختر نولی، برانکا و همسر پرتغالی وی تعلق گرفت. از آن زمان به بعد، هیچ‌گونه اطلاعاتی در رابطه با انتونیو نولی – از جمله زمان و مکان مرگ، محل زندگی پسر و نوادگان، یا ثروت وی (و همچنین در رابطه با برادر وی در جنوآ، بارتولومیو یا برادرزاده‌اش رافائیل) – در هیچ‌یک از اسناد مرتبط با پرتغال، دماغه سبز یا اسپانیا وجود ندارد. تا ۱۴۹۷ میلادی، خانواده نولی هنوز هم اجازه بازگشت به ایتالیا از طریق جنوآ را بنا بر دلایل سیاسی نداشتند.
چندین کتیبه که به حضور خانواده دی نولی تا اواخر ۱۴۰۰ میلادی و نه پیش‌تر از آن در شهر چزنا اشاره داشت، در ۲۰۰۸ میلادی در کتابخانه مالاتیستیان در چزنا، ایتالیا یافت گردید. در میان کتیبه‌های یافت شده در کتابخانه مالاتیستیان، دو سند مجزا که تصویری از نشان خانوادگی (نشان شوالیه) خانواده نولی را نشان می‌داد، نیز یافت گردید. در یکی از این کتیبه‌ها، متن «فامیگلیا نولی اریوندا» «Famiglia Noli oriunda» در زیر نشان خانوادگی نولی حک شده بود. واژه «oriunda» در این بستر به مفهوم «اهل چیزنا نیست» اشاره داشته و از اینرو به مفهوم «کسی که از یک قلمرو خارجی آمده‌است» می‌باشد. نخستین یادداشت از دی نولی در کتبیبه‌های چیزنا به «سیمونی دی انتونیو نولی بیوندی» «Simone de Antonio Noli Biondi» اشاره دارد که با در نظرداشت عرف نام‌گذاری در آن زمان، نشان‌دهنده این است که انتونیو نولی پدر وی بوده‌است. بعدها او با نام سیمونی دی انتونیو نولی بیوندی در یکی دیگر از کتیبه‌ها به عنوان عضو شورای چزنا (Consiglio di Cesena) در ۱۵۰۵ میلادی ذکر می‌گردد. دو نواده دیگر دی نولی بعدها نیز به همان سمت انتصاب شده بودند، انتونیو نولی اهل تریگا روتا (Tregga rotta) در ۱۵۵۲ میلادی و انتونیو دی نولی بیوندی در ۱۵۵۶ میلادی. این انتونیو دی نیولی پس از ۱۵۵۸ میلادی دیگر عضوای شورای شهری چزنا نبود و از آن سال به بعد خانواده دی نولی در کتیبه‌های مالاتیستیان به عنوان خانواده که از چزنا «ناپدید» شده‌اند، گزارش شده‌است. با این حال، چند سال بعد نوادگان یک انتونیو دی نولی دوباره ظاهر شد که در جوآنای غربی (والجیریا، سیرا ریکو) زندگی می‌کردند. خانواده دی نولی برای نخستین بار در سال ۱۵۸۶ میلادی در کتاب خانواده‌های همان دوره قلمرو اسقفی والجیریا به ثبت رسید.